# Oseberg-Stil
Der Oseberg-Stil (auch: Broa-Stil oder Früher Wikingerstil) ist ein wikingerzeitlicher Kunststil in Skandinavien. Sein Verbreitungszeitraum reicht vom Ende des 8. bis zur Mitte des 9. Jahrhunderts. Benannt ist er nach seinen Leitfunden aus dem Schiffsgrab von Oseberg am Oslofjord. Er tritt an hölzernen und metallenen Gebrauchsgegenständen und Schmuckstücken aus dieser Zeit auf.

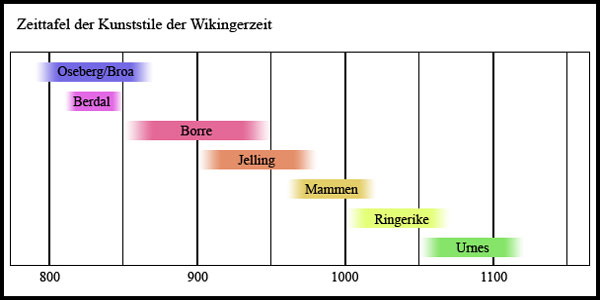
Zeittafel der Kunststile der Wikingerzeit

## Entstehung
In der zweiten Hälfte des 5. Jahrhunderts entstand im westlichen Skandinavien aus Einflüssen der spätantiken römischen Kunst, keltischen Motiven und Motiven der asiatischen Steppenvölker (Skythen, Sarmaten) der Germanische Tierstil. Er ist gekennzeichnet durch stilisierte Tierfiguren, deren Proportionen und Anatomie im Laufe der Zeit vollends der Ornamentik untergeordnet werden. Gegen Ende des 7. Jahrhunderts entwickelte sich die letzte Stufe dieser Tierstile, bezeichnet als Tierstil III oder Vendel E (nach einem großen Bootsgräberfeld in Uppland, Schweden). Im Tierstil III sind die ursprünglichen Tierformen mit Rankenwerk aus irischen und angelsächsischen Einflüssen angereichert und in kurvenreich ineinander verschlungene Muster aufgelöst. Dieser Stil stellt das Endprodukt aus den seit Jahrhunderten verwendeten Motiven dar.
Der entscheidende Impuls zur Entwicklung des Osebergstiles ist die Einführung des so genannten Greiftieres, einem nicht näher zu bestimmenden tierartigen Wesens, dessen Formen fließend an die jeweiligen Erfordernisse angepasst wurden. Die Herkunft des Greiftieres ist vielleicht in Löwendarstellungen der karolingischen und angelsächsischen Kunst zu suchen, deren Kenntnis sich vom fränkischen Reich aus nach Nordeuropa ausbreitete. Andere Autoren vermuten eichhornartige Tiere, wie sie in englischen Buchmalereien vorkommen, als Vorlage.

## Charakterisierung

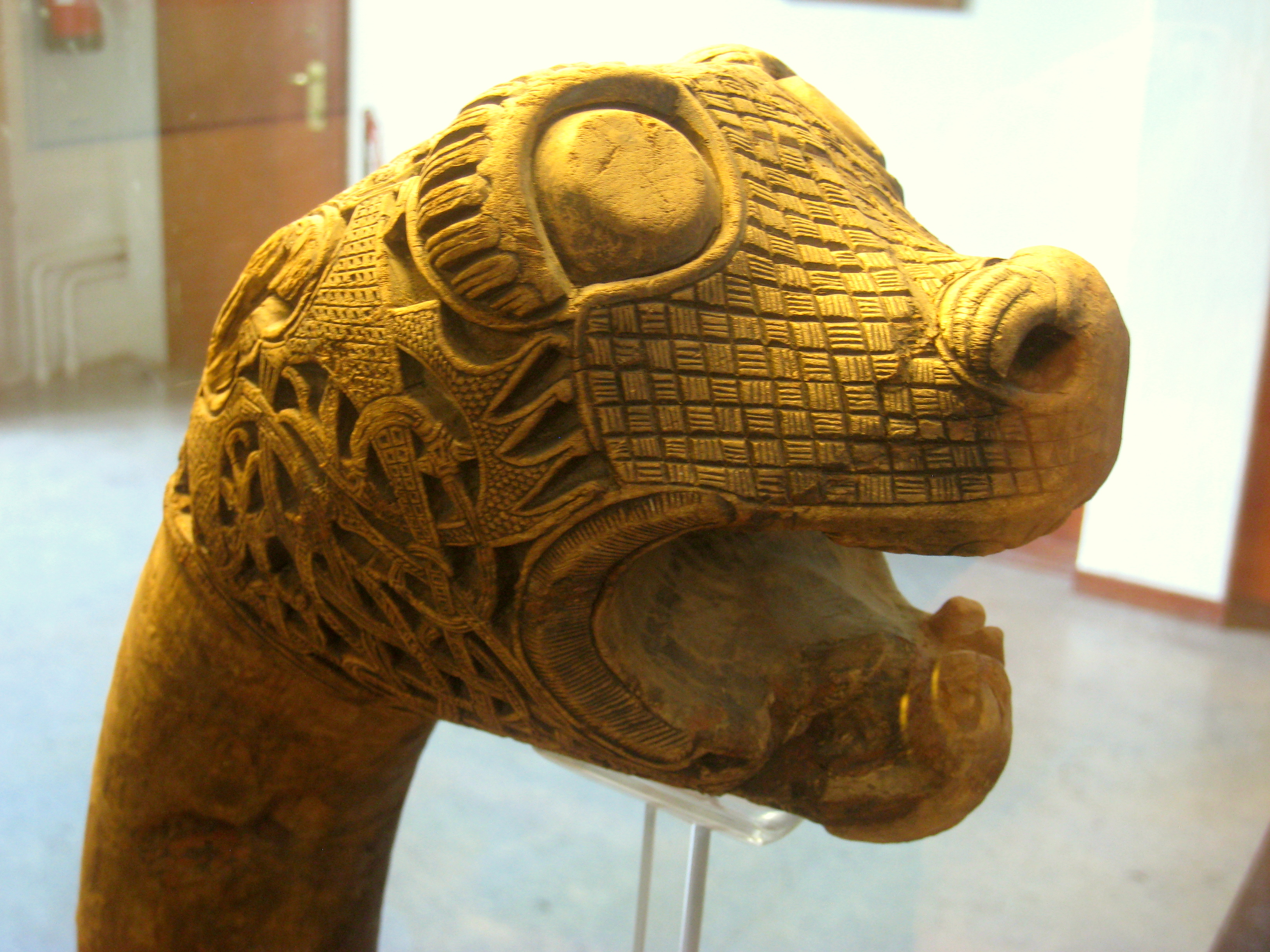
Der Tierkopfpfosten des Akademikers, Stilformen des Germanischen Tierstil III. Holzpfosten mit unklarem Zweck, vermutlich aus Ahornholz, um 800, Fundort Oseberg, Norwegen.

Die Kunststile der Wikingerzeit sind Ornamentstile, die sich aus drei Motivbereichen zusammensetzen:
- Figuren, also Menschen- und Tierdarstellungen (zu denen das Greiftier gehört)
- Pflanzendarstellungen (Ranken, Blätter)
- geometrische Figuren (Kreise, Dreiecke, Spiralen)

Der Oseberg-Stil besteht vor allem aus mehr oder weniger stilisierten Tierdarstellungen, wie sie aus dem vorhergehenden Tierstil III bekannt sind, die jedoch durch das Greiftier ergänzt werden. Teilweise sind die Tierfiguren zu langen bandförmigen, ineinander verschlungenen Figuren auseinandergezogen. Mit dem im Oseberg-Stil erstmals auftretenden Greiftier schufen die wikingischen Kunsthandwerker eine Figur, deren Körperpartien man so anordnen konnte, dass sie jede denkbare Form harmonisch ausfüllten.

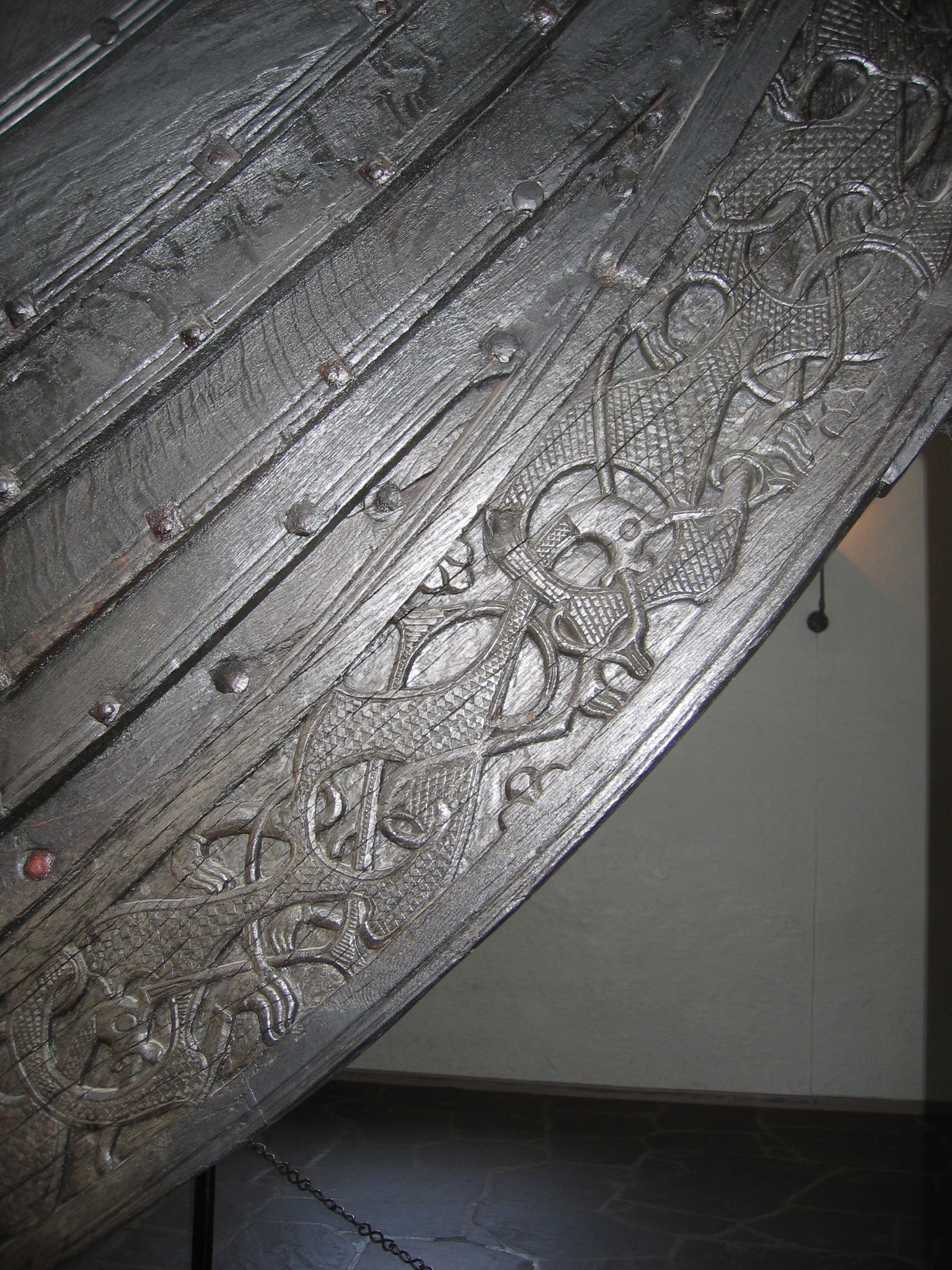
Detail vom Bug des Osebergschiffes. Schnitzereien mit greiftierähnlichen Motiven: Kurze kompakte Hüftpartien und Greifklauen.

 Die Verwendung des Greiftieres nimmt im Laufe der Entwicklung zu und verdrängt zum Teil andere Motive. Der Name Greiftier leitet sich von der typischen Darstellungsweise ab, bei der die Tatzen des meist kompakt dargestellten Greiftieres entweder in umgebende Elemente der Verzierungen greifen oder sich daran festkrallen. Das Motiv des Greiftieres tritt auf bronzevergoldeten Beschlägen eines Zaumzeuges auf, das in einem Männergrab in Broa auf Gotland gefunden wurde. Auch auf Teilen der Funde aus dem Oseberg-Schiff findet man das Greiftier. Hier wurde es – im Gegensatz zum Fund aus Broa, wo es sparsam neben den älteren Formen des Tierstils eingesetzt wurde – teilweise als vorherrschendes Motiv verwendet. Besonders auf einigen der fünf jeweils in einen geschnitzten Tierkopf auslaufenden Pfosten, die zum Oseberg-Fund gehören, wurde das Greiftier gehäuft benutzt. Diese Pfosten, deren ursprünglicher Zweck heute unbekannt ist, sind das Werk dreier Holzschnitzer. Der Älteste von ihnen – um 800 – ist noch ganz dem alten Tierstil III verhaftet. Wegen der nahezu perfekten Sicherheit, mit der er den Tierstil beherrscht, wird er als „Der Akademiker“ bezeichnet. Der Mittlere („Der Karolinger“) benutzt schon das Greiftiermotiv. Die Schnitzwerke des Jüngsten, wegen seiner überquellenden Formen „Der Barockmeister“ genannt, bestehen fast ausschließlich aus kunstvoll ineinander greifenden Motiven des neuen Stils. Er war etwa um 850 tätig und beherrschte ihn perfekt.
Der Oseberg-Stil ist durch die gemeinsame Benutzung der bisherigen Formen des Tierstils mit dem neuen charakteristischen Greiftiermotiv gekennzeichnet. Auf den Funden aus der Broa-Werkstatt finden sich drei Motivgruppen. In den stark stilisierten bandförmigen Tiermotiven mit ihren rankenartigen Auswüchsen finden sich Tierstilwurzeln. Als zweites Element sind halbnaturalistische Vögel und Tiere zu sehen, wie sie auch von fränkischen Manuskripten und Beschlägen bekannt sind. Das hier neu als dritter Hauptbestandteil auftretende Greiftier ist auch in späteren Stilrichtungen der wikingerzeitlichen Kunst eines der prägendsten Elemente geblieben. Die ersten beiden der genannten Motivgruppen werden immer im Profil dargestellt. Die Darstellung der Greiftiere hingegen erfolgt en face. Auf den Funden aus Broa sind die drei Motivgruppen gleichberechtigt nebeneinander benutzt worden. Die Werke des Barockmeisters von Oseberg hingegen beschränken sich fast ausschließlich auf die Benutzung des Greiftieres. Im Oseberg-Stil ist das Greiftier noch kompakt mit kurzem Körper und gedrungenen Gliedmaßen. Große Tatzen greifen, oftmals knotenartig verschlungen, in die benachbarten Elemente der Muster, das nächste Greiftier oder den eigenen Körper. Dabei kann es wie bei den Pfosten des Barockmeisters von Oseberg in flächendeckenden Mustern auftreten. Das Relief ist sehr plastisch und weist mehrere Ebenen auf. Dadurch sind im Gegensatz zu Schnitzereien im traditionellen Tierstil völlig neue Licht- und Schattenwirkungen möglich. Typisch für die Greiftiere beim Osebergstil sind – wie bei allen frühen Wikingerstilen – im Gegensatz zum restlichen Körper kleine Köpfe und Tatzen.

### Berdal-Stil
Teilweise wird in der Literatur vom eigentlichen Oseberg-Stil noch der Berdal-Stil unterschieden, benannt nach einem Fundort in Norwegen. Der Berdal-Stil „zeichnet sich durch beinahe karikatureske Darstellungen von Tieren mit überproportionalen Köpfen und segmentierten Körpern aus“. Dabei ist vor allem die Kopfpartie stark vergrößert. Das Greiftier wird meist halb plastisch und von vorne dargestellt. Der Berdal-Stil wird von ca. 800 bis 850 eingeordnet.

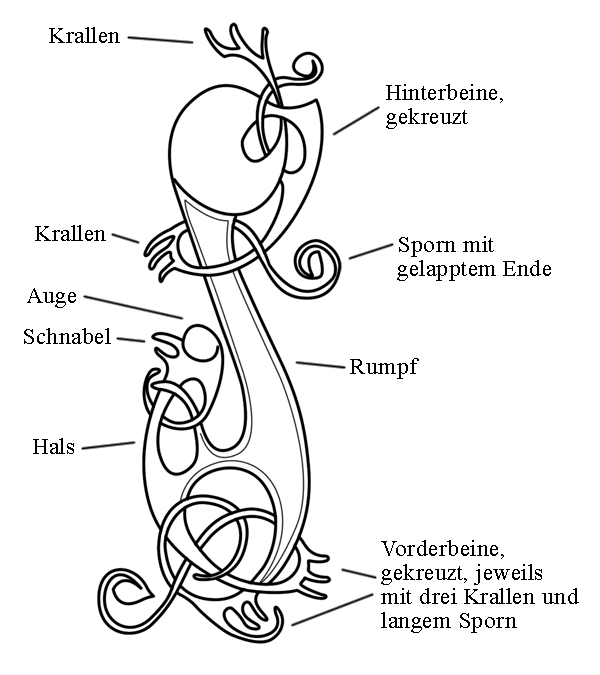
Bandförmiger Vierbeiner (Greif) als Motiv des Broa-/Osebergstils. Zaumzeugbeschlag aus vergoldeter Bronze, Fundort Broa, Gotland, Umzeichnung mit anatomischer Zuordnung.
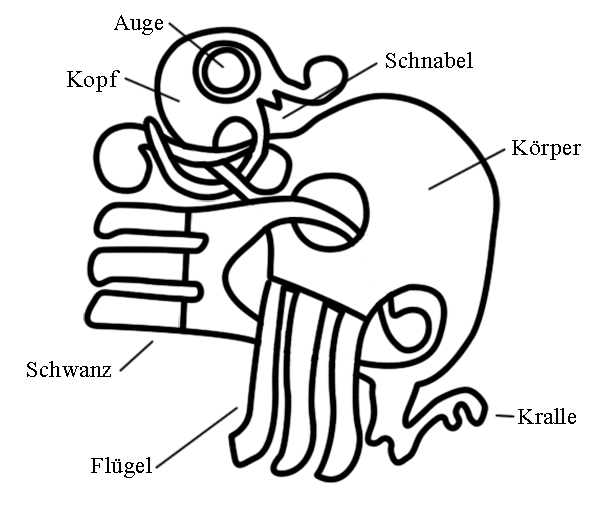
Halbnaturalistischer Vogel als Motiv des Broa-/Osebergstils. Zaumzeugbeschlag aus vergoldeter Bronze, Fundort Broa, Gotland, Umzeichnung mit anatomischer Zuordnung.
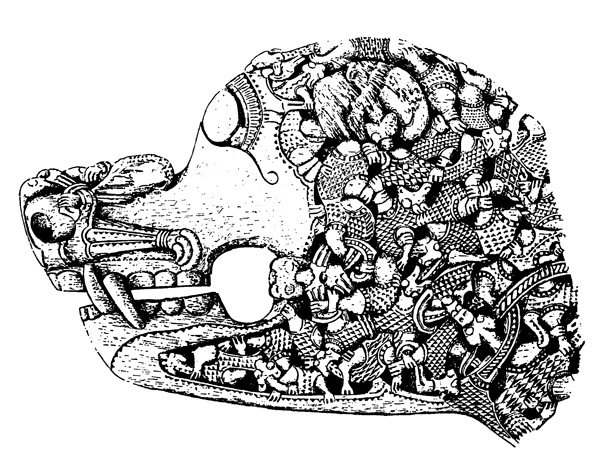
Greiftiere als Motiv des Broa-/Osebergstils. Tierkopf-Pfosten des Karolingers. Umzeichnung des Kopfbereiches.
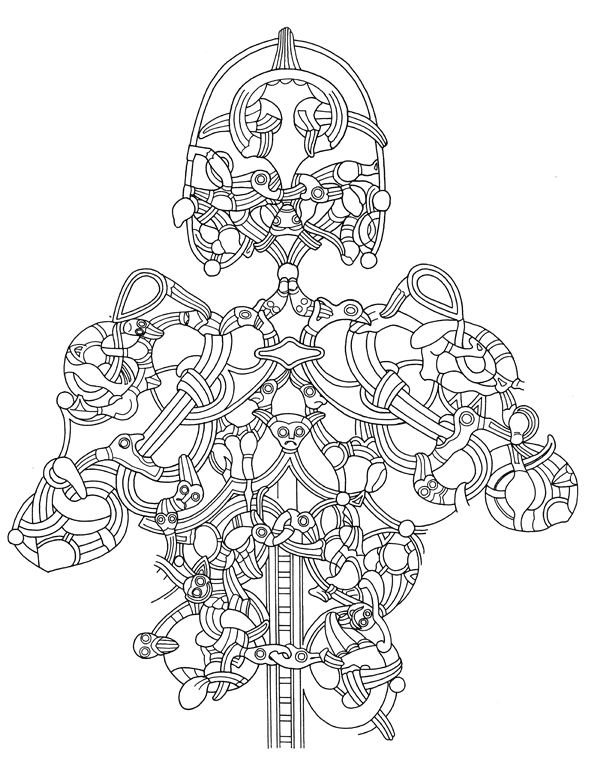
Greiftiere als Motiv des Broa-/Osebergstils. Tierkopf-Pfosten des Barockmeisters. Abwicklung des Kopfbereiches: Schnauze, Nacken und Wangen.

## Beispielfunde
- Fünf Tierkopf-Pfosten aus Ahornholz von Oseberg, Vestfold, Norwegen, Universitetets Oldsaksamling, Oslo
- Zaumzeugbeschläge aus vergoldeter Bronze von Broa, Gotland, Schweden, Statens Historisk Museum, Stockholm
- Silberne Knaufkrone eines Schwertes von Rostock-Dierkow, Mecklenburg-Vorpommern, Deutschland[11]
- Bronzene Plättchen auf Griffstangen und Knaufkrone eines Schwertes von Steinsvik, Nordland, Norwegen[12]
- Tierförmige Fibel aus Bronze von Kaupang, Vestfold, Norwegen, Universitetets Oldsaksamling, Oslo[13]